# Euphorbia crepitata
Euphorbia crepitata är en törelväxtart som beskrevs av Louis Cutter Wheeler. Euphorbia crepitata ingår i släktet törlar, och familjen törelväxter. Inga underarter finns listade i Catalogue of Life.